# 카주

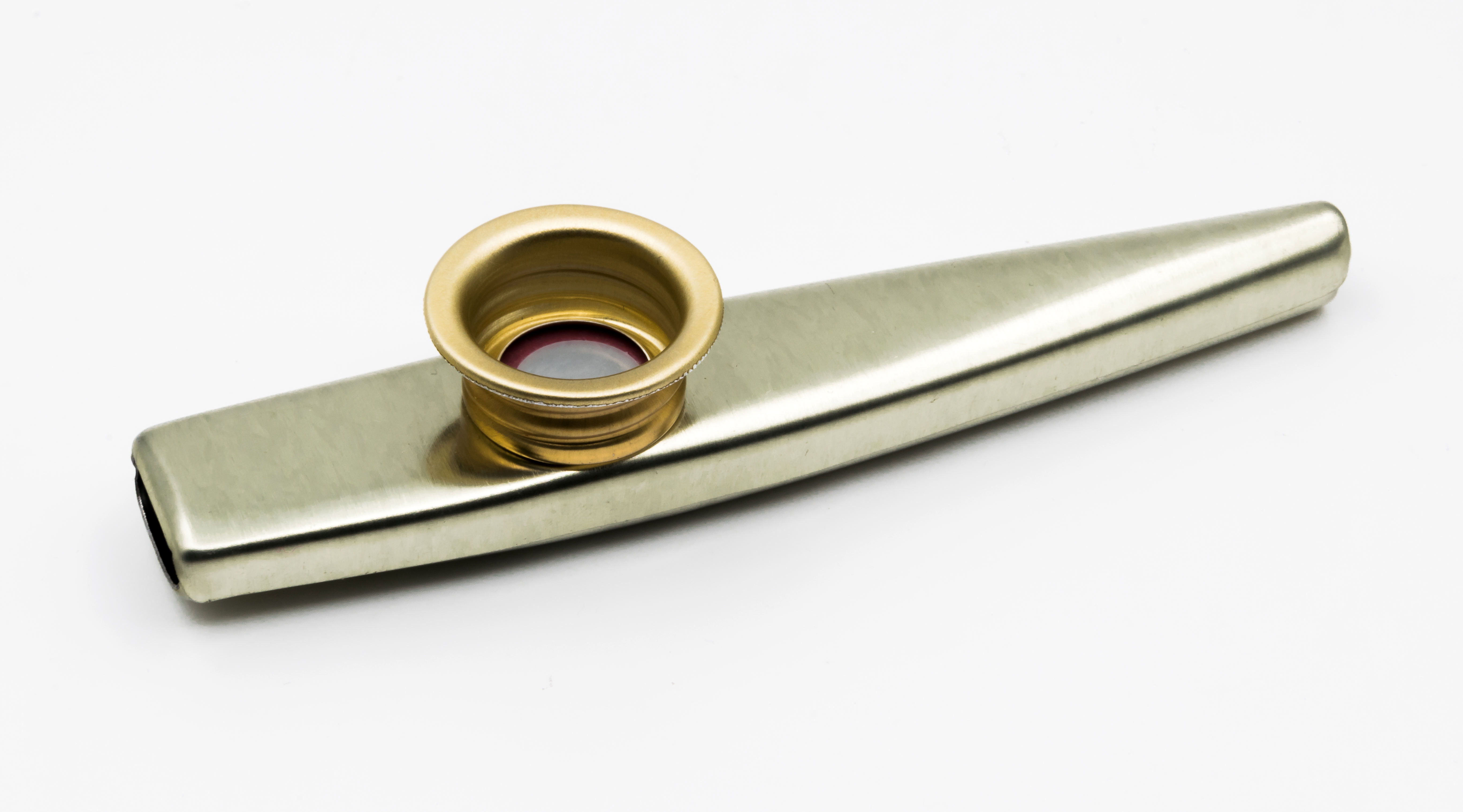
카주

카주(Kazoo)는 입으로 윙윙소리를 내어 카주의 진동판이 소리를 증폭하여 소리를 내는 악기이다. 피리와 비슷한 소리를 낸다.

## 소리내는 법
카주로 소리를 내는 방법은 doo,boo,brr 등의 소리와 목소리로 소리를 낼 수 있고, 불때 WANG~ 하는 소리를 내면 전자기타 비슷한 소리도 만들 수 있다.